# 飯田ヒカル
飯田 ヒカル（いいだ ひかる、8月28日 - ）は、日本の女性声優。福岡県出身。ラクーンドッグ預かり所属。

## 略歴
プロ・フィット声優養成所出身。2019年8月に所属の公開、預かりとなる。
「声優スタジアム2017」にて準グランプリを受賞。
2019年10月、ショートアニメ『天華百剣 〜めいじ館へようこそ！〜』にて作品声優ユニットの庖丁三姉妹での活動をする。
所属していたプロ・フィットが2022年3月末をもってマネジメント事業を終了したのに伴い、同年4月1日付でラクーンドッグへ移籍。
2024年放送の『君は冥土様。』の横谷李恋役で初めてアニメのメインキャラクターを演じた。

## 人物
方言は博多弁。
趣味は歌うこと、写真を撮ること、料理、特技は歌うこと、食リポ。歌については小さい頃から好きだったが、習っていたわけではなかった。歌うことが好きだったため、高校時代はテストが終えたら、友人とカラオケに行って好きな曲を歌っていたという。
資格として日本語ワープロ検定準2級、プレゼンテーション作成検定2級を保有している。

## 出演
太字はメインキャラクター。

### テレビアニメ
2019年
- 天華百剣 〜めいじ館へようこそ!〜（透し正宗）

2020年
- イエスタデイをうたって

2021年
- バクテン!!（子供）
- ぼくたちのリメイク（司会者、大橋ナルミ）
- プラチナエンド（ガヤ女）

2022年
- ありふれた職業で世界最強 2nd season（海人族女性B）
- スローループ（女の子、女子）
- RPG不動産（幼い妹）
- 可愛いだけじゃない式守さん（女子生徒）
- 神クズ☆アイドル

2023年
- 老後に備えて異世界で8万枚の金貨を貯めます（アンケ）
- ワールドダイスター（受験者B）
- 【推しの子】
- ライアー・ライアー（電子音声、生徒3）
- お嬢と番犬くん（まみ、女子生徒3、店員）
- 星屑テレパス（少女、遠藤ともこ）
- 聖女の魔力は万能です（侍女）
- 君のことが大大大大大好きな100人の彼女（男児）

2024年
- パズドラ（2024年 - 2025年、女性ファンA、サニー）
- Re:Monster（ゴブリンたち）
- 君は冥土様。（横谷李恋）

2025年
- おそ松さん（子供）

### 劇場アニメ
- 映画大好きポンポさん（2021年）[2]
- 劇場版 アイカツプラネット!（2022年、ファン[2]）
- 私に天使が舞い降りた! プレシャス・フレンズ（2022年）[2]

### Webアニメ
- 世界の終わりに柴犬と（2022年、メグ[19]、たぬき[20]、飼い主[2]）

### ゲーム
時期不明
- 逆転オセロニア（ドリーム）

2019年
- 天華百剣 -斬-（透し正宗）
- メイプルストーリー（2019年 - 2023年、リリー、ダークナイト〈女〉、エンジェリックバスター）
- メリーガーランド（ラキア、ノウン）

2020年
- ラストピリオド -終わりなき螺旋の物語-（キョンシーシスターズ〈サンスー〉）
- デュエル・マスターズ プレイス（JJ、特攻人形ジェニー）

2021年
- マギアレコード 魔法少女まどか☆マギカ外伝（2021年 - 2022年、遊狩ミユリ）
- モンスターストライク（2021年 - 2025年、ガリーナ、島津豊久）
- 艦隊これくしょん -艦これ-（2021年 - 2022年、Conte di Cavour、玉波）
- ポケモンメザスタ（ヨウコ）

2022年
- ヴェルヴェット・コード（衣笠、マッコール）
- アビス:リバースファントム（ラキア）
- 燐光のレムリア 星空の絆（ヒナ）
- アズールレーン（若月）
- 熱血硬派くにおくん外伝 リバーシティガールズ2

2023年
- 幻獣契約クリプトラクト（レーツェル）
- OCTOPATH TRAVELER II
- Link!Like!ラブライブ!（2023年 - 2025年、びわこ）
- ブラウンダスト2（2023年 - 2025年、ベルニー、エマ、ラフィーナ、悪魔が宿っている人形）
- ヘブンバーンズレッド（ひとよ）
- ラディアンテイル 〜ファンファーレ！〜（ヴィータ）
- League of Angels 3（ルイス）

2024年
- すだまリレイシヨン（以）
- 奏でて女子校 / パルティグランデ（コーディリア、オリビア、ヴィオラ）
- ブレイブソード×ブレイズソウル（謝意ヲ表現スル石）
- Library of Ruina（ルル）
- 不思議の幻想郷 -FORESIGHT-（わかさぎ姫）
- 学園アイドルマスター（2024年 - 2025年、藤田ことね）
- クラッシュフィーバー（アヴェニール）
- ゴーヘルゴー つきおとしてこ（すずらん）
- アウタープレーン（レイ）
- ホーリーアンデッド 〜非モテでぼっちの死霊術士が、聖女に転生してお友達を増やします〜（ナディア・カーディ・パンタグラム）

2025年
- CosmicBreak Universal（ティタニア白虎）
- 制服カノジョ2（八尋実咲）
- プリンセスコネクト!Re:Dive（ルルィ）
- 天月麻雀（Yoyo）
- Tower of Fantasy（幻塔）（リンゼイ）
- プロジェクトセカイ カラフルステージ! feat. 初音ミク
- シルバー・アンド・ブラッド（アカペラ）
- 大悪逆令嬢 ストラテジーオブリリィ（リリィ）
- アイドルマスター ツアーズ（藤田ことね）
- 空の軌跡 the 1st（ティータ・ラッセル）

### ラジオ
※はインターネット配信。
- 庖丁三姉妹がキレ味抜群な番組を目指すラヂオ（2019年 - 2021年、超!A&G+※）[64]
- 赤尾ひかると飯田ヒカルの「ぴかピカ」（2022年 - 2023年、SHOWROOM※）[2]

### インターネット配信番組
- チップ&ダイス学園 ボードゲーム部 シーズン3（2021年 - 、YouTube）[65][66]
- 飯田ヒカルのヒカROOM！（2023年 - 、ニコニコ生放送）[67][68]
- らいおんちゃん（2025年 - 、ニコニコチャンネル・YouTube）[69][70]

### BLCD
- SとN（2022年、名取湊）

### デジタルコミック
- 世界のおわりのペンフレンド（2022年、かすみのお母さん[2]）
- 君の背後は僕の場所（2022年、朝宮華火[2]）
- ラブコメディはお嫌いですか?（2023年、矢野こころ[2]）
- 火の神さまの掃除人ですが、いつの間にか花嫁として溺愛されています（2023年、小夜[2]）
- COSMOS（2024年、エルモラ星人[2][71]）

### ボイスドラマ
- オーディオシネマ「蒸気街のアポリア」（2024年）[72]
- ASMR ゼロ距離ガール 猫耳少女は甘えん坊（2024年 - 2025年、ヤナギ[73][74]） - 2作品
- いっしょに密着憑依～依神姉妹に両耳ささやき甘やかされ眠れないASMR～（2024年、依神女苑[75]）
- ASMR『妹の友達に弱みを握られて・・・』（2025年、宮原沙月[76]）

### 舞台
- セント・メグル・タイム-ぼくらの時空転々記-（2024年8月28日、新宿シアタートップス）[77]
- メイホリックシアター17 朗読劇『白きは沈黙の街で』（2024年11月13日、CBGKシブゲキ!!） - フィーリン 役（夏目ここな、安齋由香里とのトリプルキャスト）[78]
- メイホリックシアター18 朗読劇『美術室に置き去りにされた天使－再演－』（2025年4月3日、シアターサンモール） - アザミ 役（星希成奏、中澤ミナとのトリプルキャスト）[79]

### その他コンテンツ
- ユピテル オリジナルアニメキャラクター「羽衣6」（2022年 - 2025年、霧島レイ〈2代目〉[80][81]）
- 第四境界 リアルタイムADV『交錯≠少女』（2025年、金澤かな[82]）

## ディスコグラフィ

### キャラクターソング
| 発売日         | 商品名                                                                                               | 歌                                                                         | 楽曲 | 備考                                                     |
| -------------- | --- | -------------------------------------------------------------------------- | --- | -------------------------------------------------------- |
| 2019年12月18日 | 夢追い華                                                                                             | 庖丁三姉妹                                                                 | 「夢追い華」 | テレビアニメ『天華百剣 〜めいじ館へようこそ！〜』挿入歌  |
| 2019年12月18日 | 夢追い華                                                                                             | 庖丁三姉妹                                                                 | 「庖丁三姉妹、見参！」                                                                                          | テレビアニメ『天華百剣 〜めいじ館へようこそ！〜』関連曲  |
| 2019年12月18日 | 夢追い華                                                                                             | 透し正宗（飯田ヒカル）                                                     | 「夢追い華」 | テレビアニメ『天華百剣 〜めいじ館へようこそ！〜』関連曲  |
| 2021年7月21日  | 百華繚乱 参                                                                                          | 庖丁三姉妹                                                                 | 「結絆華」 「剣閃の華」                                                                                         | ゲーム『天華百剣 -斬-』関連曲                            |
| 2021年8月25日  | マギアレコード魔法少女まどか☆マギカ外伝 Music Collection 2                                           | ネオマギウス                                                               | 「イデオロギー」                                                                                                | ゲーム『マギアレコード 魔法少女まどか☆マギカ外伝』関連曲 |
| 2024年5月16日  | 初                                                                                                   | 初星学園                                                                   | 「初」 | ゲーム『学園アイドルマスター』関連曲                     |
| 2024年6月10日  | Campus mode!!                                                                                        | 初星学園                                                                   | 「Campus mode!!」                                                                                               | ゲーム『学園アイドルマスター』関連曲                     |
| 2024年8月7日   | 藤田ことね 1st Single「世界一可愛い私」                                                              | 「世界一可愛い私」 「初」 「Campus mode!!」                                | | ゲーム『学園アイドルマスター』関連曲                     |
| 2024年8月9日   | がむしゃらに行こう！                                                                                 | 花海咲季（長月あおい）、月村手毬（小鹿なお）、藤田ことね（飯田ヒカル）     | 「がむしゃらに行こう！」                                                                                        | ゲーム『学園アイドルマスター』関連曲                     |
| 2024年8月14日  | 学園アイドルマスター Season Solo Collection Vol.1「キミとセミブルー」                                | 藤田ことね（飯田ヒカル）                                                   | 「キミとセミブルー」                                                                                            | ゲーム『学園アイドルマスター』関連曲                     |
| 2024年8月14日  | 学園アイドルマスター Season Solo Collection Vol.2「冠菊」                                            | 花海咲季（長月あおい）、葛城リーリヤ（花岩香奈）、藤田ことね（飯田ヒカル） | 「冠菊」 | ゲーム『学園アイドルマスター』関連曲                     |
| 2024年8月14日  | 学園アイドルマスター Season Solo Collection Vol.2「冠菊」                                            | 藤田ことね（飯田ヒカル）                                                   | 「冠菊」 | ゲーム『学園アイドルマスター』関連曲                     |
| 2024年8月16日  | Howling over the World                                                                               | 花海咲季（長月あおい）、月村手毬（小鹿なお）、藤田ことね（飯田ヒカル）     | 「Howling over the World」                                                                                      | ゲーム『学園アイドルマスター』関連曲                     |
| 2024年8月24日  | ミラクルナナウ(ﾟ∀ﾟ)！                                                                                | 花海咲季（長月あおい）、月村手毬（小鹿なお）、藤田ことね（飯田ヒカル）     | 「ミラクルナナウ(ﾟ∀ﾟ)！」                                                                                       | ゲーム『学園アイドルマスター』関連曲                     |
| 2024年10月30日 | 初星学園×アニメイト コラボCD「古今東西ちょちょいのちょい」                                           | 花海咲季（長月あおい）、月村手毬（小鹿なお）、藤田ことね（飯田ヒカル）     | 「古今東西ちょちょいのちょい [花海咲季・月村手毬・藤田ことね ver.]」                                            | ゲーム『学園アイドルマスター』関連曲                     |
| 2024年10月30日 | 学園アイドルマスター 初星学園×アニメイト コラボCD「古今東西ちょちょいのちょい」【北海道+東北地方盤】 | 藤田ことね（飯田ヒカル） feat.紫雲清夏（湊みや）                           | 「古今東西ちょちょいのちょい [北海道ver.]」                                                                     | ゲーム『学園アイドルマスター』関連曲                     |
| 2024年10月30日 | 学園アイドルマスター 初星学園×アニメイト コラボCD「古今東西ちょちょいのちょい」【関東地方盤】        | 月村手毬（小鹿なお） feat.藤田ことね（飯田ヒカル）                         | 「古今東西ちょちょいのちょい [埼玉県ver.]」                                                                     | ゲーム『学園アイドルマスター』関連曲                     |
| 2024年10月30日 | 学園アイドルマスター 初星学園×アニメイト コラボCD「古今東西ちょちょいのちょい」【関東地方盤】        | 花海咲季（長月あおい） feat.藤田ことね（飯田ヒカル）                       | 「古今東西ちょちょいのちょい [千葉県ver.]」                                                                     | ゲーム『学園アイドルマスター』関連曲                     |
| 2024年10月30日 | 学園アイドルマスター 初星学園×アニメイト コラボCD「古今東西ちょちょいのちょい」【中部地方盤】        | 紫雲清夏（湊みや） feat.藤田ことね（飯田ヒカル）                           | 「古今東西ちょちょいのちょい [富山県ver.]」                                                                     | ゲーム『学園アイドルマスター』関連曲                     |
| 2024年10月30日 | 学園アイドルマスター 初星学園×アニメイト コラボCD「古今東西ちょちょいのちょい」【中部地方盤】        | 藤田ことね（飯田ヒカル） feat.月村手毬（小鹿なお）                         | 「古今東西ちょちょいのちょい [石川県ver.]」                                                                     | ゲーム『学園アイドルマスター』関連曲                     |
| 2024年10月30日 | 学園アイドルマスター 初星学園×アニメイト コラボCD「古今東西ちょちょいのちょい」【近畿地方盤】        | 藤田ことね（飯田ヒカル） feat.月村手毬（小鹿なお）                         | 「古今東西ちょちょいのちょい [大阪府ver.]」                                                                     | ゲーム『学園アイドルマスター』関連曲                     |
| 2024年10月30日 | 学園アイドルマスター 初星学園×アニメイト コラボCD「古今東西ちょちょいのちょい」【中国+四国地方盤】   | 姫崎莉波（薄井友里） feat.藤田ことね（飯田ヒカル）                         | 「古今東西ちょちょいのちょい [鳥取県ver.]」                                                                     | ゲーム『学園アイドルマスター』関連曲                     |
| 2024年10月30日 | 学園アイドルマスター 初星学園×アニメイト コラボCD「古今東西ちょちょいのちょい」【中国+四国地方盤】   | 紫雲清夏（湊みや） feat.藤田ことね（飯田ヒカル）                           | 「古今東西ちょちょいのちょい [徳島県ver.]」                                                                     | ゲーム『学園アイドルマスター』関連曲                     |
| 2024年10月30日 | 学園アイドルマスター 初星学園×アニメイト コラボCD「古今東西ちょちょいのちょい」【中国+四国地方盤】   | 藤田ことね（飯田ヒカル） feat.花海咲季（長月あおい）                       | 「古今東西ちょちょいのちょい [高知県ver.]」                                                                     | ゲーム『学園アイドルマスター』関連曲                     |
| 2024年10月30日 | 学園アイドルマスター 初星学園×アニメイト コラボCD「古今東西ちょちょいのちょい」【九州+沖縄地方盤】   | 葛城リーリヤ（花岩香奈） feat.藤田ことね（飯田ヒカル）                     | 「古今東西ちょちょいのちょい [佐賀県ver.]」                                                                     | ゲーム『学園アイドルマスター』関連曲                     |
| 2024年10月30日 | 学園アイドルマスター 初星学園×アニメイト コラボCD「古今東西ちょちょいのちょい」【九州+沖縄地方盤】   | 藤田ことね（飯田ヒカル） feat.有村麻央（七瀬つむぎ）                       | 「古今東西ちょちょいのちょい [長崎県ver.]」                                                                     | ゲーム『学園アイドルマスター』関連曲                     |
| 2024年10月30日 | 学園アイドルマスター 初星学園×アニメイト コラボCD「古今東西ちょちょいのちょい」【九州+沖縄地方盤】   | 有村麻央（七瀬つむぎ） feat.藤田ことね（飯田ヒカル）                       | 「古今東西ちょちょいのちょい [熊本県ver.]」                                                                     | ゲーム『学園アイドルマスター』関連曲                     |
| 2024年11月13日 | 学園アイドルマスター Season Solo Collection Vol.3「仮装狂騒曲」                                      | 藤田ことね（飯田ヒカル）                                                   | 「仮装狂騒曲」                                                                                                  | ゲーム『学園アイドルマスター』関連曲                     |
| 2024年12月11日 | 学園アイドルマスター Season Solo Collection Vol.4「White Night! White Wish!」                        | 花海佑芽（松田彩音）、藤田ことね（飯田ヒカル）、葛城リーリヤ（花岩香奈）   | 「White Night! White Wish!」                                                                                    | ゲーム『学園アイドルマスター』関連曲                     |
| 2024年12月11日 | 学園アイドルマスター Season Solo Collection Vol.4「White Night! White Wish!」                        | 藤田ことね（飯田ヒカル）                                                   | 「White Night! White Wish!」                                                                                    | ゲーム『学園アイドルマスター』関連曲                     |
| 2024年12月11日 | アイ NEED YOU（FOR WONDERFUL STORY）【学園アイドルマスター盤】                                       | THE IDOLM@STER BRILLIANT STARS                                             | 「アイ NEED YOU（FOR WONDERFUL STORY）」                                                                        | 「アイドルマスターシリーズ」20周年記念楽曲               |
| 2024年12月11日 | アイ NEED YOU（FOR WONDERFUL STORY）【学園アイドルマスター盤】                                       | 初星学園                                                                   | 「アイ NEED YOU（FOR WONDERFUL STORY）」                                                                        | 「アイドルマスターシリーズ」20周年記念楽曲               |
| 2024年12月11日 | アイ NEED YOU（FOR WONDERFUL STORY）【学園アイドルマスター盤】                                       | 藤田ことね（飯田ヒカル）                                                   | 「アイ NEED YOU（FOR WONDERFUL STORY）」                                                                        | 「アイドルマスターシリーズ」20周年記念楽曲               |
| 2025年2月上旬  | 羽衣6 1stアルバム「GEISHO-UI no.1」                                                                  | 羽衣6                                                                      | 「ドタバタミッション遂行中」 「イイトコどりの☆レボリューション」 「静かなコスモ」                               | ユピテル オリジナルアニメキャラクター「羽衣6」関連曲     |
| 2025年2月上旬  | 羽衣6 1stアルバム「GEISHO-UI no.1」                                                                  | 霧島レイ（飯田ヒカル）                                                     | 「Wish upon a Star 〜ReTracks2023」 「Morning Glow」                                                            | ユピテル オリジナルアニメキャラクター「羽衣6」関連曲     |
| 2025年2月7日   | 学園アイドルマスター GOLD RUSH 第1巻オリジナルCD付き特装版                                           | 藤田ことね（飯田ヒカル）                                                   | 「かちドキ」 | ゲーム『学園アイドルマスター』関連曲                     |
| 2025年2月14日  | 学園アイドルマスター Season Solo Collection Vol.5「ハッピーミルフィーユ」                            | 藤田ことね（飯田ヒカル）                                                   | 「ハッピーミルフィーユ」                                                                                        | ゲーム『学園アイドルマスター』関連曲                     |
| 2025年3月3日   | 学園アイドルマスター Season Solo Collection Vol.6「雪解けに」                                        | 藤田ことね（飯田ヒカル）                                                   | 「雪解けに」 | ゲーム『学園アイドルマスター』関連曲                     |
| 2025年3月12日  | 藤田ことね 2nd Single「Yellow Big Bang！」                                                           | 藤田ことね（飯田ヒカル）                                                   | 「Yellow Big Bang!」 「ふわふわ」 「がむしゃらに行こう！」 「Howling over the World」 「ミラクルナナウ(ﾟ∀ﾟ)！」 | ゲーム『学園アイドルマスター』関連曲                     |
| 2025年4月9日   | 学園アイドルマスター Season Solo Collection Vol.7「桜フォトグラフ」                                  | 藤田ことね（飯田ヒカル）                                                   | 「桜フォトグラフ」                                                                                              | ゲーム『学園アイドルマスター』関連曲                     |
| 2025年5月17日  | 標                                                                                                   | 初星学園                                                                   | 「標」 | ゲーム『学園アイドルマスター』関連曲                     |
| 2025年6月下旬  | 藤田ことね 誕生日記念Single「The Cute!!!」                                                           | 藤田ことね（飯田ヒカル）                                                   | 「The Cute!!!」                                                                                                 | ゲーム『学園アイドルマスター』関連曲                     |
| 2025年7月26日  | ENDLESS DANCE                                                                                        | 花海咲季（長月あおい）、月村手毬（小鹿なお）、藤田ことね（飯田ヒカル）     | 「ENDLESS DANCE」                                                                                               | ゲーム『学園アイドルマスター』関連曲                     |
| 2025年8月7日   | 学園アイドルマスター GOLD RUSH 第3巻オリジナルCD付き特装版                                           | 藤田ことね（飯田ヒカル）                                                   | 「GO MY WAY!! -藤田ことね cover-」                                                                              | ゲーム『学園アイドルマスター』関連曲                     |
| 2025年8月13日  | 自己肯定感爆上げ↑↑しゅきしゅきソング                                                                 | 藤田ことね（飯田ヒカル）                                                   | 「自己肯定感爆上げ↑↑しゅきしゅきソング」                                                                        | ゲーム『学園アイドルマスター』関連曲                     |
| 2025年11月19日 | Re;IRIS 1st Single「雨上がりのアイリス」                                                             | Re;IRIS                                                                    | 「雨上がりのアイリス」                                                                                          | ゲーム『学園アイドルマスター』関連曲                     |
| 2025年11月19日 | Re;IRIS 1st Single「雨上がりのアイリス」                                                             | 藤田ことね（飯田ヒカル）                                                   | 「雨上がりのアイリス」                                                                                          | ゲーム『学園アイドルマスター』関連曲                     |